# 埃爾斯沃思 (堪薩斯州)
埃爾斯沃思（英語：Ellsworth）是一個位於美國堪薩斯州埃爾斯沃思縣的城市。同時該地也是埃爾斯沃思縣的縣治。

## 地方資料
埃爾斯沃思的座標為38°43′55″N 98°13′45″W / 38.73194°N 98.22917°W，而該地的海拔高度為469米（即1539英尺）。根據2010年美國人口普查，該地共人口3066人，而該地的面積約為6.20平方千米。